# محمد السقاف (لاعب كرة قدم)
محمد السقاف (ولد في 19 أكتوبر 2000) هو لاعب كرة قدم سعودي لعب سابقاً في نادي المجزل.